# 인천루원중학교
인천루원중학교(仁川樓苑中學校)는 대한민국 인천광역시 서구 가정동에 있는 공립 중학교이다.

## 학교 연혁
- 2021년 11월 11일 : 인천루원중학교 착공
- 2023년 2월 22일 : 인천루원중학교 준공
- 2023년 3월 1일 : 초대 황윤자 교장 취임
- 2023년 3월 2일 : 개교 23학급 (일반학급 22, 특수학급 1)
- 2023년 3월 2일 : 입학식 및 개학식(입학생 285명, 2ㆍ3학년 학생 102명)
- 2024년 1월 9일 : 제1회 졸업식(졸업생 56명)

## 참고 자료
- 인천루원중학교 - 한국교육학술정보원 학교알리미